# 1929 في النرويج
فيما يلي قوائم الأحداث التي وقعت خلال عام 1928 في النرويج.

## أحداث
- 8 مايو - ضمَّت النرويج جزيرة يان ماين البركانية الواقعة في المحيط المتجمد الشمالي إلى أراضيها.

## مواليد
- 1 يناير – فريدريك اولسن، رجل أعمال في مجال النقل البحري
- 3 يناير – غريت ريتر هاسل، عالمة عوالق
- 4 مارس – فريدريك هيغمان، عالم أرض
- 5 أبريل – إيفار ييفر، عالم فيزياء حاصل على جائزة نوبل في الفيزياء بالتشارك لعام 1973

## وفيات
- 6 يناير – أوغست هيرمان هالفورسن، رجل سياسة (مواليد 1866)
- 22 فبراير – غونار هايبيرغ، كاتب مسرحي (مواليد 1857).[1]